# Index Holmiensis
Der Index Holmiensis ist ein Verzeichnis aller Verbreitungskarten aller Gefäßpflanzenarten. Er wurde 1969 unter dem Namen „Index Holmensis“ vom deutschen Paläobotaniker Hans Tralau (1932–1977) begründet. 
Der Name wurde später in das korrekte „Index Holmiensis“ geändert, benannt nach der Stadt Stockholm (lat. Holmiae). Getragen wurde das Projekt vom schwedischen Naturkundemuseum in Stockholm (Naturhistoriska riksmuseet). Zusammengetragen wurden alle Literaturstellen mit Seitenzahl, auf der Karten der Verbreitung einer Pflanzensippe veröffentlicht wurden. Die Pflanzen sind nach dem wissenschaftlichen Namen alphabetisch geordnet, der für die Art an der Literaturstelle genannt wurde und es wird das Gebiet des Kartenausschnitts angegeben. Erschienen sind insgesamt 10 Bände; vom 11. und letzten Band (Dicotyledoneae Buchstaben T bis Z) sind nur die Korrekturfahnen überliefert; das Werk kam nicht mehr zum Druck.
Gedruckt wurde das Werk bei „The Scientific Publishers“, Zürich.

## Bände
- 1. Index Holmensis. Volume I, Equisetales to Gymnospermae. 264 S., 1969. Herausgegeben von Hans Tralau.
- 2. Index Holmensis. Volume II (Monocotyledoneae A-I). 114 S., 1972
- 3. Index Holmensis. Volume III (Monocotyledoneae J-Z). 224 S., 1973
- 4. Index Holmensis. Volume IV (Dicotyledoneae A-B). 304 S., 1974
- 5. Index Holmensis. Volume V (Dicotyledoneae C). 258 S., 1981
- 6. Index Holmiensis. Volume VI (Dicotyledoneae D-F). 298 S. 1988. Herausgegeben von Jim Lundqvist und Bertil Nordenstam.
- 7. Index Holmiensis. Volume VII (Dicotyledoneae G-J). 363 S., 1992. Herausgegeben von Jim Lundqvist.
- 8. Index Holmiensis. Volume VIII (Dicotyledoneae K-M). 468 S., 1995. Herausgegeben von Jim Lundqvist und Eckehart J. Jäger.
- 9. Index Holmiensis: Volume IX (Dicotyledoneae N-P). 568 S., 1998. Herausgegeben von Jim Lundqvist und Eckehart J. Jäger.
- 10. Index Holmiensis: Volume X (Dicotyledoneae Q-S). 693 S., 2007. Herausgegeben von Jim Lundqvist und Eckehart J. Jäger.
- 11. Index Holmiensis, Dicotyledoneae T-Z. Nicht mehr erschienen.

## Entwicklung
Der Beginn des Werks wurde von der Fachwelt mit Begeisterung begrüßt, so etwa von Reinhold Tüxen in Tuexenia 1975. Er verglich das Unternehmen mit dem des Index Kewensis und dem Index Londinensis (1929–1931). Mit dem frühen Tod 1977 des Begründers Tralau kam das Werk ins Stocken. Es wurde ein Herausgeber-Komitee gegründet und als Herausgeber taten sich Jim Lundqvist (* 1932), Bertil Nordenstam (* 1936) und Eckehart J. Jäger (* 1934) besonders hervor. Mitherausgeber waren unter anderen auch Hansjörg Eichler (1916–1992) von 1974 bis 1992.